# Aubigny-sur-Nère
Aubigny-sur-Nère ist eine französische Gemeinde mit 5.464 Einwohnern (Stand 1. Januar 2022) im Département Cher in der Region Centre-Val de Loire. Sie gehört zum Arrondissement Vierzon, zum Kanton Aubigny-sur-Nère sowie zur Communauté de Communes Sauldre et Sologne. Die Bewohner nennen sich Albiniens.

## Geographie
Die Gemeinde liegt rund 60 Kilometer südöstlich von Orléans. Es liegt im Norden der hügeligen Landschaft Berry und grenzt außerdem an die großzügigen Wald- und Jagdgebiete der Sologne. Nachbargemeinden sind
- Argent-sur-Sauldre im Norden,
- Blancafort im Nordosten,
- Oizon im Osten und Südosten,
- Ennordres im Süden und Südwesten sowie
- Sainte-Montaine im Westen und im Nordwesten.

Die Nère, ein Nebenfluss des Sauldre, passiert die Stadt. An der östlichen Gemeindegrenze verläuft das Flüsschen Oisenotte.

### Verkehrsanbindung
Die Hauptverbindungsstraße im Gemeindegebiet ist die Départementsstraße D940, die von Bourges nach Norden führt. Im Ort Aubigny-sur-Nère bildet sie eine sternförmige Verzweigung in viele andere Départementsstraßen.
In Aubigny endete eine Bahnlinie, die heute nicht mehr in Betrieb ist und eine Zeitlang für touristische Draisinenfahrten mit Pedalantrieb genutzt wurde (Vélo-Rail d’Aubigny-sur-Nère). Im Westen des Gemeindegebietes liegt der Flugplatz Aubigny-sur-Nère.

## Geschichte
Ab 1801 gehörte sie zum seit 1926 nicht mehr bestehenden Arrondissement Sancerre und anschließend zum Arrondissement Bourges.

### Bevölkerungsentwicklung
| Jahr      | 1968 | 1975 | 1982 | 1990 | 1999 | 2006 | 2017 |
| Einwohner | 5242 | 5468 | 5600 | 5803 | 5907 | 5775 | 5498 |

## Sehenswürdigkeiten

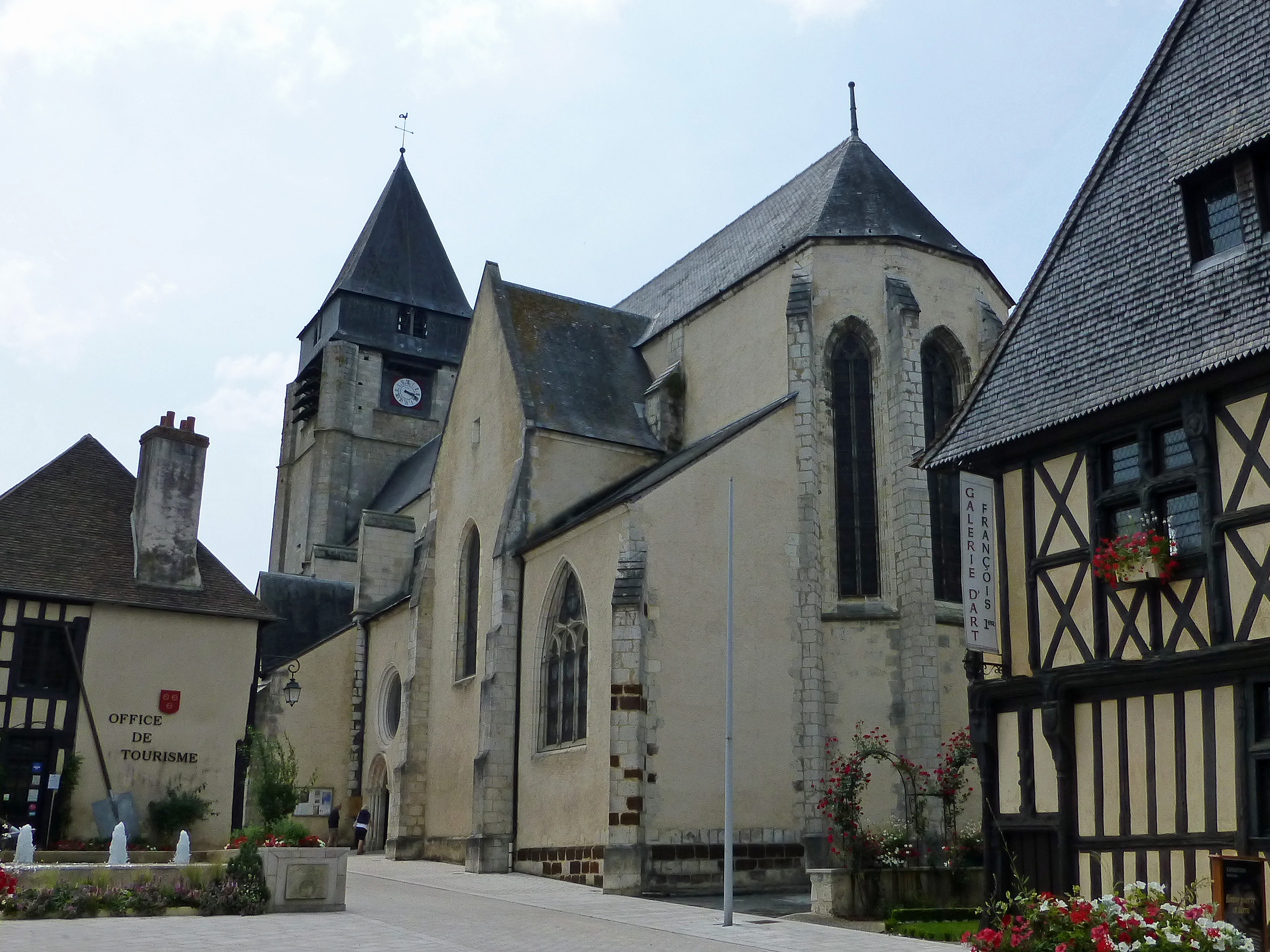
Kirche Saint-Martin

Siehe auch: Liste der Monuments historiques in Aubigny-sur-Nère
- Kirche Saint-Martin, Kirche aus dem 13. Jahrhundert, Monument historique[3]
- Schloss Aubigny; Schloss aus dem 16. Jahrhundert, bekannt als „Château des Stuarts“, Monument historique[4][5]
- Maison Bailli; Stadthaus aus dem 16. Jahrhundert, Monument historique[6]

## Partnergemeinden
- Oxford, Vereinigte Staaten von Amerika
- Haddington, Großbritannien
- Vlotho, Deutschland
- Plopana, Rumänien

## Persönlichkeiten
- Pierre Paoli (1921–1946), Gestapo-Agent